# Journée mondiale de l’Art nouveau
La Journée mondiale de l'Art nouveau existe depuis 2013. Célébrée tous les 10 juin, la journée internationale rend honneur au génie des grands créateurs de l’Art nouveau.
Ce jour correspond à la date anniversaire de la disparition de deux grands architectes de l'Art nouveau : le Catalan Antonio Gaudi et le Hongrois Ödön Lechner.
Chaque édition a un thème particulier :
- 2018: Mon architecte Art nouveau préféré
- 2019: Les escaliers
- 2020: Les vitraux
- 2021: Les animaux
- 2022: La typographie
- 2023: Les matériaux
- 2024: La lumière
- 2025: La couleur